# Crislan
Crislan, pseudonimo di Crislan Henrique da Silva de Souza (12 marzo 1992), è un calciatore brasiliano, attaccante svincolato.

## Carriera
Ha giocato nella massima serie portoghese col Braga.

## Palmarès

### Club

#### Competizioni nazionali
- Coppa di Portogallo: 1

Braga: 2015-2016

### Individuale
- Capocannoniere della Coppa J. League: 1

2017 (5 gol)